# 黒田光之
黒田 光之（くろだ みつゆき）は、筑前福岡藩の第3代藩主。

## 生涯
寛永5年（1628年）5月16日、筑前福岡藩第2代藩主・黒田忠之の長男として筑前早良郡橋本村の別邸にて生まれた。なぜこのようなところに生まれたかといえば、父の忠之が側室で生母の坪坂氏を嫌って、筆頭家老の黒田一貫のもとに預けていたからである。寛永20年（1643年）、従四位下左京大夫に任じられた。正保4年（1647年）、右衛門佐に改めた。
承応3年（1654年）、父忠之の死去により家督を継いだ。すでに福岡藩の財政は父の代末期から窮乏化が始まっていたため、厳しい倹約令を出して藩政改革に取り組んだ。光之は武断よりも文治を好み、父に仕えていた儒学者・貝原益軒を再び召抱え、黒田家の伝承を集めた『黒田家譜』などを編纂させている。それまでの保守的な重臣を遠ざけて、新参の鎌田昌勝や博多南坊流を創始した立花重根を家老として新たに登用した。また福岡城三の丸（西の丸）に広大な下の屋敷（下館）を造営し、新たな居館にした。
延宝5年（1677年）2月、嫡男の綱之を廃嫡して、東蓮寺藩を継いでいた四男・長寛（綱政）を跡継ぎと新たに定めたが、これが原因で家老が処分されるなど、藩内に大きな混乱をもたらす羽目となった。なお、この間天和2年（1682年）には朝鮮通信使の接待を担当している。元禄元年（1688年）12月9日、綱政に家督を譲ったが、晩年にはその綱政とも対立している。
宝永4年（1707年）5月20日、福岡にて死去。享年80。法号は江竜院淳山宗真。

## 逸話
光之の時代の大きな事件は、黒田藩の御用商人である伊藤小左衛門による朝鮮との密貿易が発覚し、幕府の嫌疑を避けるために小左衛門一家を処分したことである。朝鮮貿易は対馬府中藩宗家の専管である中、朝鮮国の官吏は伊藤小左衛門との密貿易を認めている。この密貿易が問題となった一因は、密貿易の品々の中に武器が含まれていたことにある。この一件は後世、近松門左衛門による浄瑠璃の題材となり、『博多小女郎浪枕』（はかたこじょろうなみまくら）、歌舞伎では『恋湊博多調』（こいみなとはかたのひとふし）通称『毛剃』として作品化された。
光之は荒廃していた飛鳥時代創建の太宰府の官寺、観世音寺、戒壇院を豪商天王寺屋浦了夢夫妻に命じて再興させた。四男綱政の正室で東蓮寺藩主時代に筑後柳川藩・立花家から輿入した呂久姫（心空院）に対し、「私が亡くなっても黒田家の奥の管理を宜しく候」との書状を残している。また、悲恋の姫君として逸話の残る光之の次女松平悦子の墓が岩手県奥州市の水沢公園にある。
また日本三大銘菓にも数えられる「鶏卵素麺」は、その考案者である初代松屋利右衛門から光之に献上され、黒田藩御用菓子と認められたことで全国に広まった。
江戸、麻布に母坪坂氏（養照院）を弔い、天真寺を建立している。光之も父忠之と同様、高野山真言宗を信仰し、高野山の黒田光之廟は幾多ある黒田家霊廟の中で、空海廟に一番近い場所にある。生母・養照院、正室・寶光院の巨大な鳥居付き供養塔も近くにある。

## 系譜
- 父：黒田忠之
- 母：養照院 - 坪坂氏
- 正室：市松姫、宝光院 - 小笠原忠真の長女
  - 長女：筑、宝厳院 - 酒井忠挙正室
  - 長男：黒田綱之
  - 次男：黒田市之助
  - 四男：黒田綱政、福岡藩4代目藩主
  - 五男：黒田長清、直方藩藩主
- 側室：村上氏
  - 次女：悦子、月心院 - 伊達宗景正室
  - 三女：富貴 - 黒田長重正室
- 側室：渡邊氏
  - 三男：黒田左兵衛 - 早世
- 側室：仙光院 - 河合氏
  - 六男：黒田百助 - 早世
  - 七男：黒田正太郎 - 早世

## 光之が登場する作品
- 岩井護『まぼろしの南方録』講談社、1976年。